# Martín Menacho
José Martín Menacho Aguilera (ur. 7 sierpnia 1973 w Santa Cruz) – piłkarz boliwijski grający podczas kariery na pozycji napastnika.

## Kariera klubowa
Martín Menacho karierę piłkarską rozpoczął w klubie Destroyers Santa Cruz w 1993. W 1998 przeszedł do Bloominga Santa Cruz. Z Bloomingiem dwukrotnie zdobył mistrzostwo Boliwii w 1998 i 1999.
W latach 2000–2002 występował kolejno w Oriente Petrolero, Jorge Wilstermann i Club The Strongest. W 2003 roku przeszedł do Realu Potosí. W barwach Real z 15 bramkami był królem strzelców turnieju Apertura w 2004. W 2005 był zawodnikiem Sportu Áncash, a w 2006 Club Bolívar. Z Bolívarem wygrał turniej mistrzowski Clausura w 2006.
W 2007 był zawodnikiem La Paz FC, a w 2008 Guabirá. W 2009 przeszedł do stołecznego The Strongest. Karierę zakończył w 2010 w klubie Nacional Potosí.

## Kariera reprezentacyjna
W reprezentacji Boliwii Menacho zadebiutował 28 kwietnia 1999 w towarzyskim meczu z Chile. W tym samym roku uczestniczył w Pucharze Konfederacji 1999. Na turnieju w Meksyku Menacho wystąpił w dwóch meczach z Arabią Saudyjską i Meksykiem.
Ogółem w kadrze narodowej od 1999 do 2001 roku rozegrał 4 mecze.